# Cuscuta cotijana
Cuscuta cotijana är en vindeväxtart som beskrevs av Costea, I.García. Cuscuta cotijana ingår i släktet snärjor, och familjen vindeväxter. Inga underarter finns listade i Catalogue of Life.